# × Laeliocattleya
× Laeliocattleya – rodzaj roślin z rodziny storczykowatych (Orchidaceae). Obejmuje 4 gatunki, które są endemitami Brazylii w Ameryce Południowej. Rośliny występują w Regionie Północno-Wschodnim i Regionie Południowo-Wschodnim. Formuła hybrydowa to Cattleya × Laelia.

## Systematyka
Rodzaj sklasyfikowany do podplemienia Laeliinae w plemieniu Epidendreae, podrodzina epidendronowe ( Epidendroideae), rodzina storczykowate (Orchidaceae), rząd szparagowce (Asparagales) w obrębie roślin jednoliściennych.
Wykaz gatunków
- × Laeliocattleya calimaniana (L.C.Menezes) Van den Berg
- × Laeliocattleya menezesiana Van den Berg
- × Laeliocattleya micheliniana (Campacci) Van den Berg
- × Laeliocattleya pernambucensis (L.C.Menezes) J.M.H.Shaw